# 京都大学吉田キャンパス

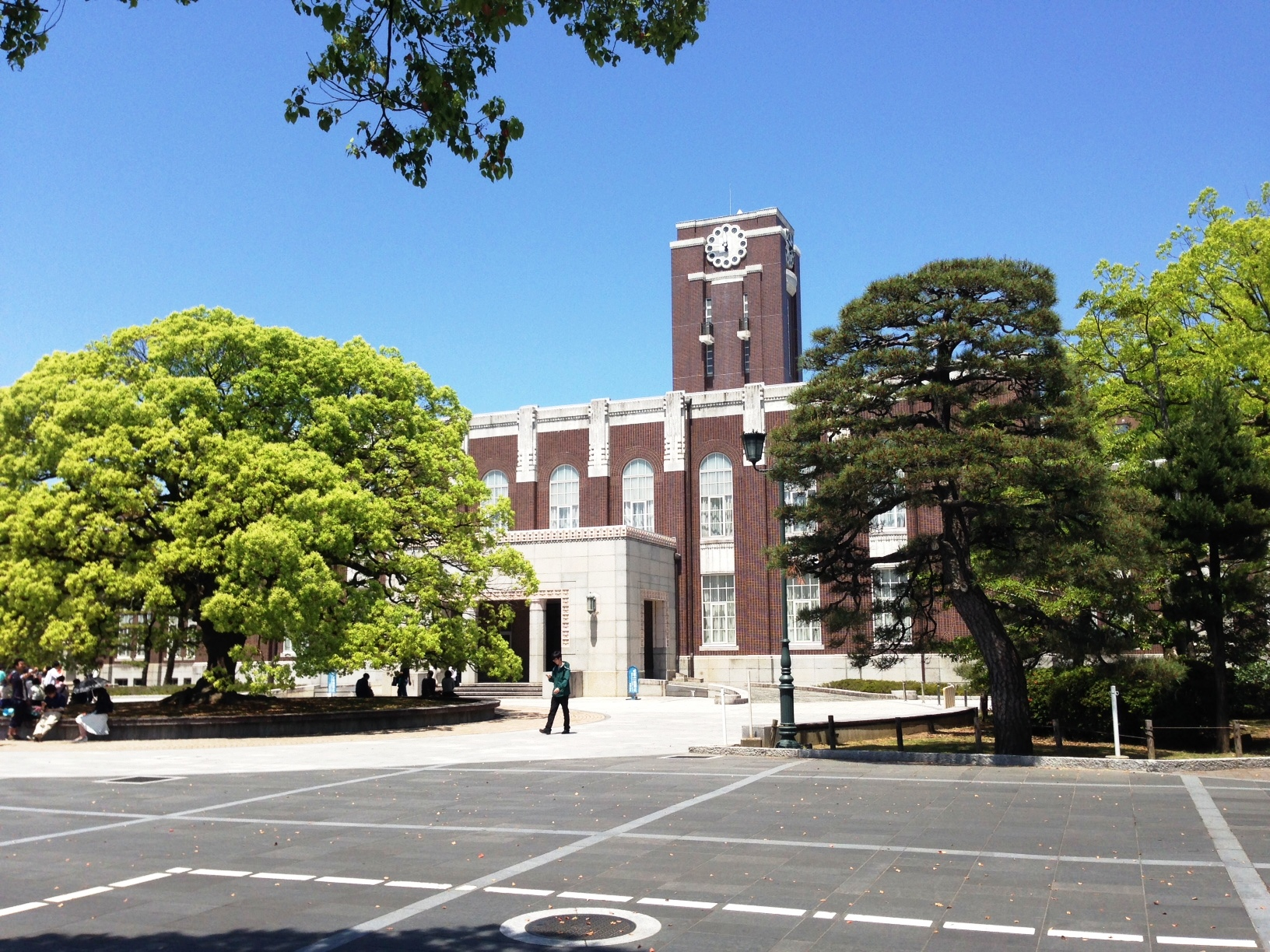
京都大学時計台記念館および時計台前広場 / 左が大学のシンボルとなっているクスノキ

京都大学吉田キャンパス（きょうとだいがく よしだキャンパス）は、京都府京都市左京区吉田（一部北白川および聖護院に跨っている）に所在する京都大学のキャンパスの一つである。京都大学の本部が設置されており、同大学の最大規模のキャンパスである。
「吉田地区」と呼ばれることもある。道路によって以下の7つの「構内」と呼ばれる地区に区分されている。各構内の名称は2000年代から用いられるようになったものであり、教員・学生の間では以前の通称が用いられることもある。

## 本部構内

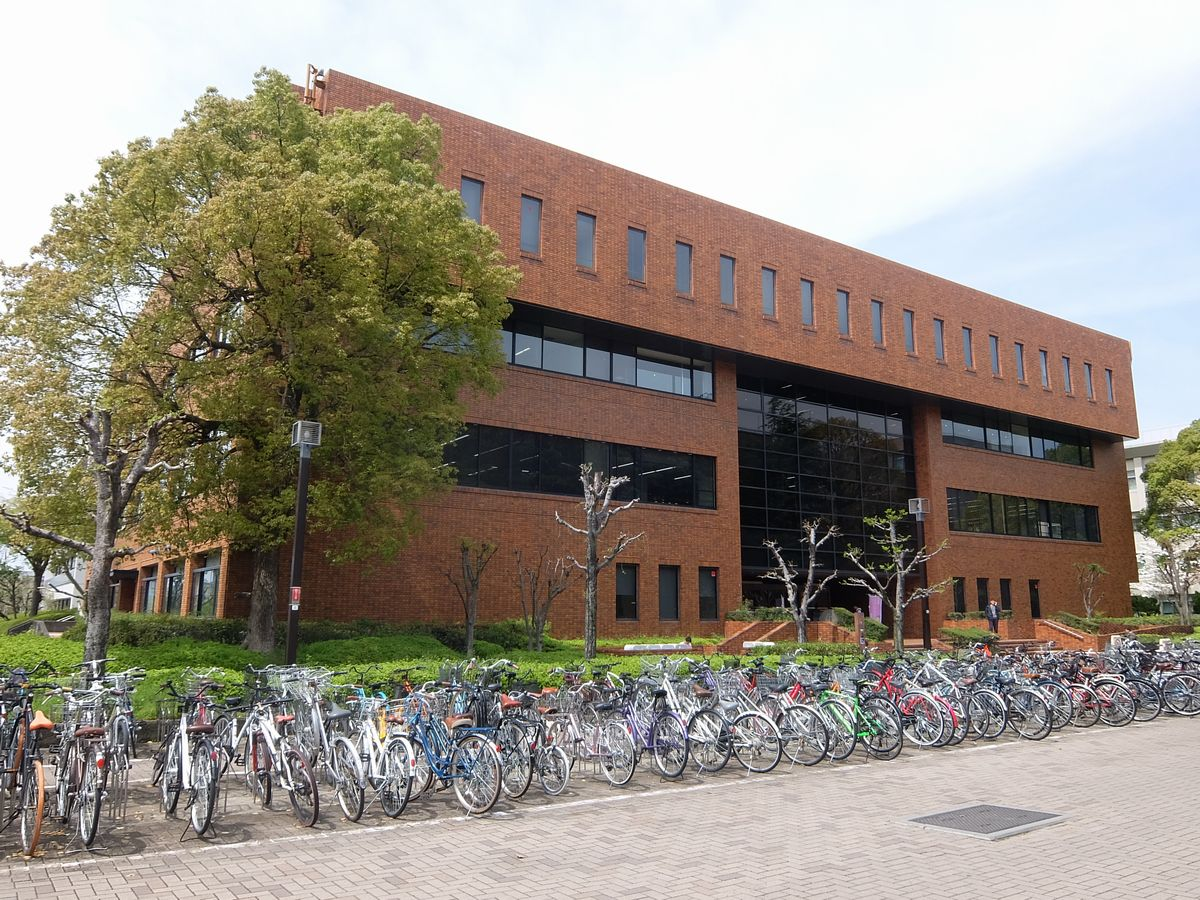
附属図書館

- 使用学部：文学部、教育学部、法学部、経済学部、工学部
- 使用研究科：文学研究科、教育学研究科、法学研究科、経済学研究科、工学研究科（物理系）、エネルギー科学研究科、情報学研究科、アジア・アフリカ地域研究研究科（一部）、生命科学研究科（事務部と一部の研究室）、地球環境学堂、地球環境学舎、公共政策大学院、経営管理大学院
- 使用附属施設：附属図書館、経済研究所、総合博物館、学術情報メディアセンター（北館）、東南アジア地域研究研究所、埋蔵文化財研究センター、こころの未来研究センターなど
- 交通アクセス：京阪鴨東線出町柳駅から徒歩10分。
  - 京都駅から出町柳駅へは、京都駅から徒歩で京阪本線七条駅へ行き、七条駅から出町柳駅へ）。バスを使う場合は、京都市営バス「京大正門前」（31・65・201・206）・「百万遍」（3・17・MN17・31・65・急行102・201・203・206系統、京都駅からは京都市営地下鉄烏丸線の今出川駅で乗り換え）、京都バス「京大正門前」（18系統:土曜休日ダイヤ）・百万遍（18・51・56系統）下車。
- 所在地：左京区吉田本町

「中央構内（キャンパス）」とも呼ばれる。幕末期には尾張藩京都下屋敷が置かれていた（この藩邸の設置により、荒神口を起点として東北角に延びる古道「志賀越道」（白川道）が一部塞がれることになった）。1889年、大阪から移転してきた第三高等中学校（のちの旧制第三高等学校）の校地となり、1897年の京都帝国大学設立に際して校地・施設を譲ったので、京都大学設立以来のキャンパスということになる。
百万遍の石垣は石垣カフェ騒動の舞台になった。正門を入って正面にある時計台記念館とクスノキは、大学の象徴として知られている。旧石油化学教室本館（現・学生部留学課留学生センター）はノーベル賞受賞者の湯川秀樹・朝永振一郎・福井謙一がここで研究したことで知られている。そのほかにも国の登録有形文化財となっている（本部構内）正門・文学部陳列館（現・総合博物館）・尊攘堂（現・埋蔵文化財研究センター）をはじめとして京都帝大時代以来の古い建造物が多数所在している（後出）。「時計台記念館」はかつての京都帝大以来の大学本部棟であるが、本部構内における新「本部棟」の建設に伴い、大学の管理運営組織を移転し経営企画本部と教育研究推進本部が本部棟内に設置されたため、現在はホール・レストランのほか京大の歴史に関する展示室（京都大学文書館）が設けられ、地下には京大生協の店舗がある。
2008年、人文科学研究所が東山東一条から旧工学部5号館（旧地球系専攻跡）に移転した。

## 北部構内
- 使用学部：理学部、農学部

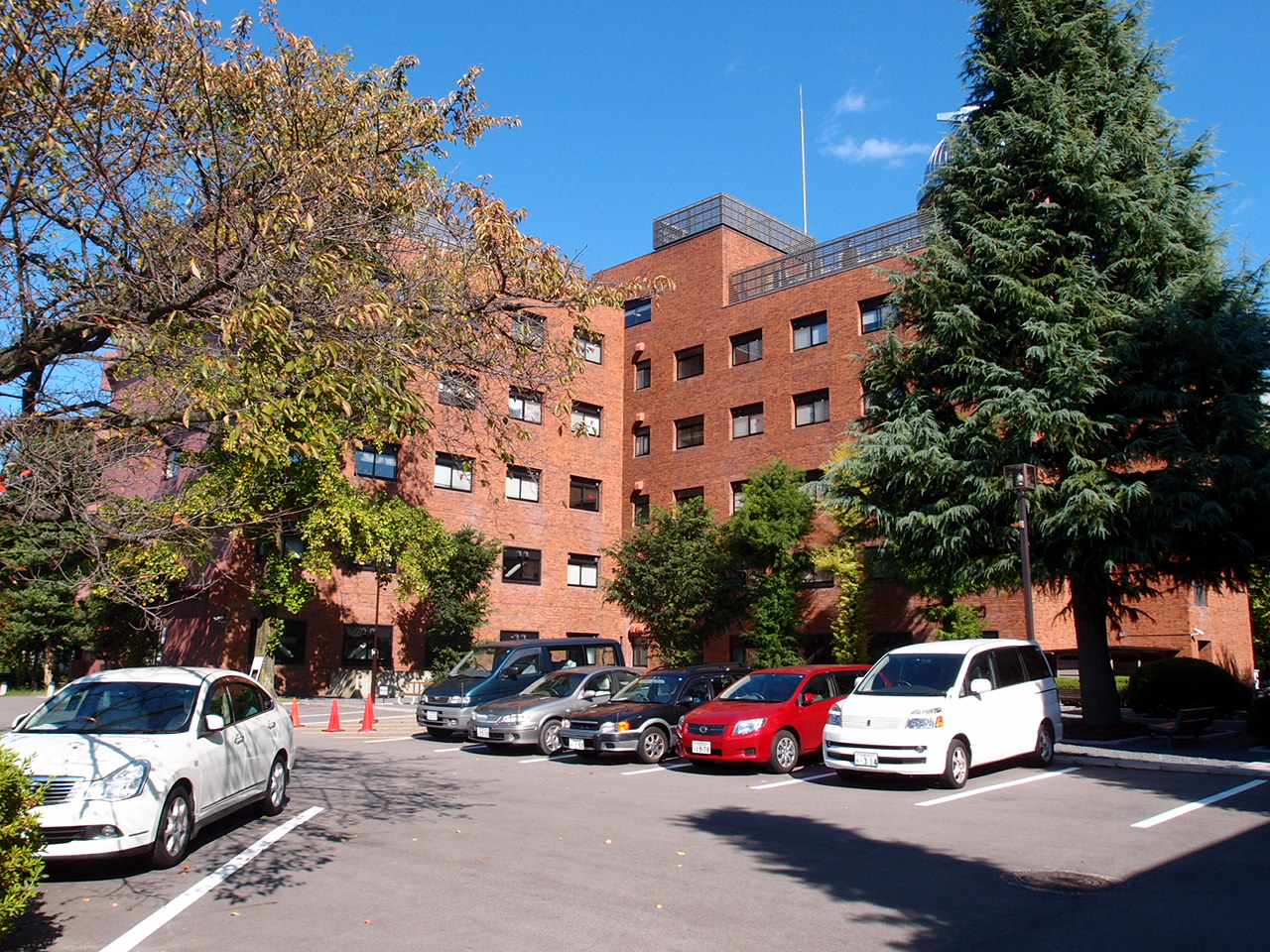
理学研究科4号館

- 使用研究科：理学研究科、農学研究科、生命科学研究科（一部）
- 使用附属施設：人文科学研究所、基礎物理学研究所、数理解析研究所、低温物質科学研究センター、附属農場、植物園など
- 交通アクセス：京阪鴨東線出町柳駅から徒歩15分、または京都市営バス京大農学部前、百万遍下車。京都市営バスは京都駅、京都河原町駅、今出川駅など京都市内各地から。
- 所在地：左京区北白川追分町・北白川西町

「北部キャンパス」とも呼ばれる。幕末期には土佐藩の下屋敷が置かれていた地で、農学部の新設に際して京都市より80万円（当時）の寄付を受けて1921年までに取得され、その後理学部がここに移転した。理系中心のキャンパスであり、大学院生が多いこともあり、京都大学をよく知る人の間では「本部や吉田南に比べ落ち着いた雰囲気がある」といわれている。北東角にある農学部グランド（通称「農G」）では、アメリカンフットボール部をはじめ体育会各部の活動が行われている（1943年の学徒出陣に際しては壮行式会場となり、京大講師も務めた洋画家須田国太郎の作品「学徒出陣壮行之図」のモチーフとなった）。理学部正門から続く銀杏並木は地域住民にもよく知られている。

## 吉田南構内
- 使用学部：総合人間学部
- 使用研究科：人間・環境学研究科

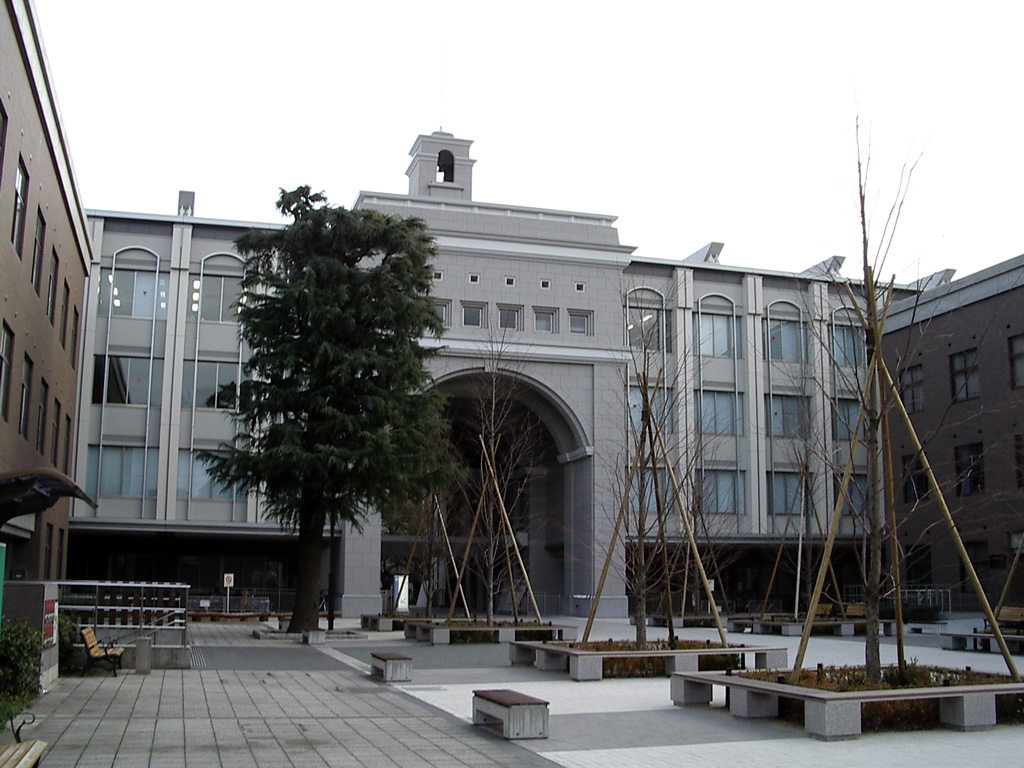
吉田南総合館

- 使用附属施設：学術情報メディアセンター（南館）、高等教育研究開発推進センターなど
- 交通アクセス：京阪鴨東線出町柳駅または神宮丸太町駅から各々徒歩15分、または京都市営バス京大正門前、近衛通下車。京都市営バスは京都駅、京都河原町駅、今出川駅など京都市内各地から。
- 所在地：左京区吉田二本松町・吉田近衛町

旧称の「総人キャンパス」で呼ばれることがある。また単に「吉田キャンパス」でこの吉田南構内を指すこともある。京都帝大設立に際し現「本部構内」の校地・施設を譲渡した旧制三高が京都府から代替地として寄付を受けたものであり、1949年の新制京都大学発足に伴う三高包括によって京都大学の校地に組み込まれた。したがって本部構内ほどではないものの、（吉田南構内）正門・門衛所、吉田寮食堂（第三高等中学校寄宿舎食堂）など高等中学校・旧制高校以来の建造物が若干数現存する。吉田寮現棟（日本最古の現役学生寮）は構内最南端にある。全学共通科目の講義の大部分がここで行われるため、学部を問わず1回生はほとんどの時間をこの構内で過ごすことになる。そのためかサークルの勧誘・政治主張などのビラや立て看板が目立つ。吉田南総合館（旧総合人間学部A号館＝旧三高本館）前はかつて折田先生像のあった場所だが、建物の改築によりすっかり雰囲気が変わった。グランドやテニスコートでは体育系サークルの活動が行われる。2004年、国立大学としては初めて民間のコンビニエンスストアローソンが吉田南総合館地下に開店した（現在は閉店）。

## 西部構内
- 使用研究科：なし
- 使用附属施設：総合体育館、西部講堂など

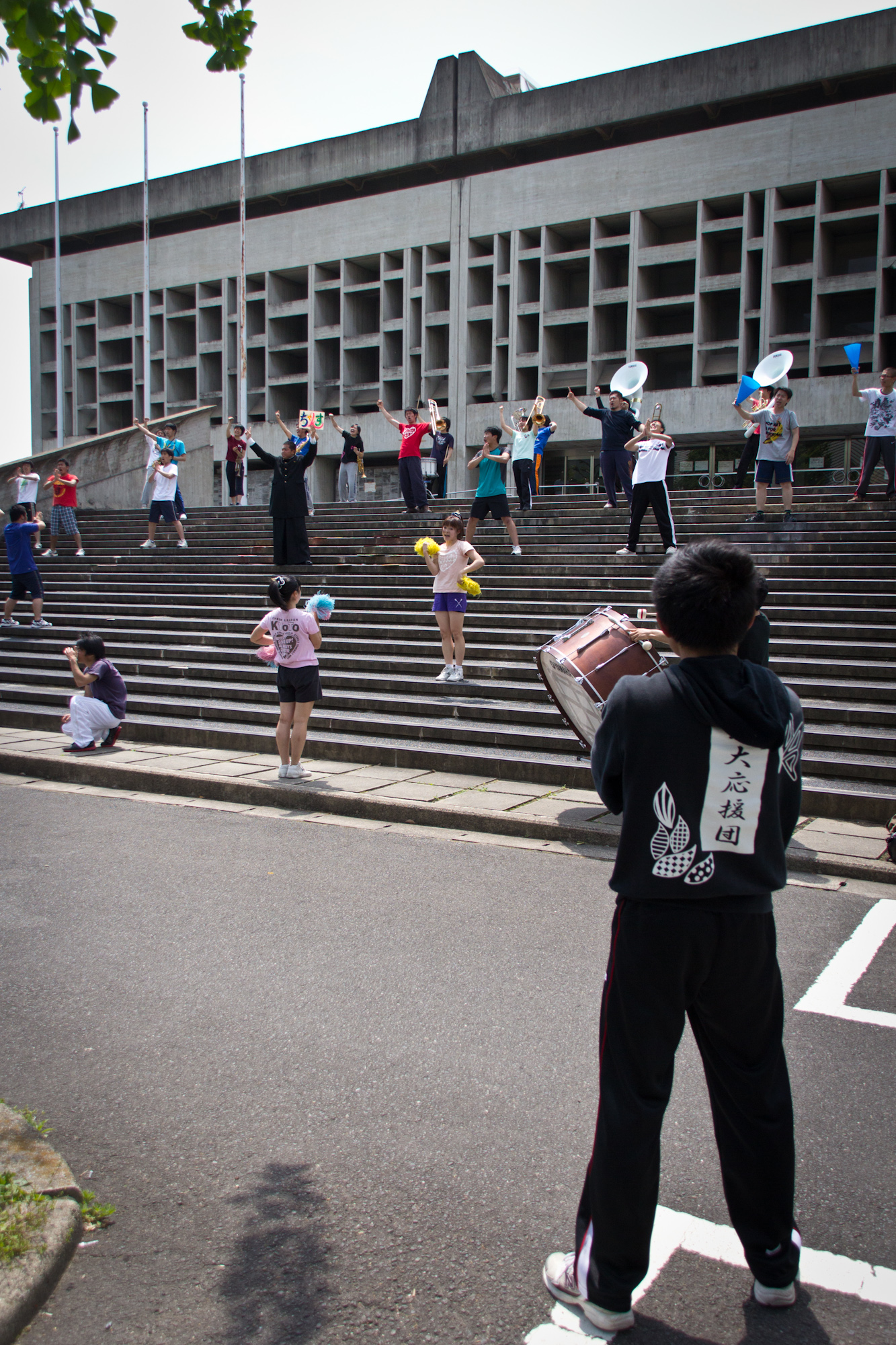
総合体育館

- 交通アクセス：京阪鴨東線出町柳駅から徒歩10分、または京都市営バス京大正門前、百万遍下車。京都市営バスは京都駅、京都河原町駅、今出川駅など京都市内各地から。
- 所在地：左京区吉田泉殿町

講義室や研究室はなく、スポーツ実習のほかは専ら課外活動に使われる。もともとは1902年、京都高等工芸学校（京都工芸繊維大学の前身の一つ）が設立された際の校地であるが、同校が1928年京都市電東山線（現在の東大路通）拡幅に伴う校地削減を機に現在の松ヶ崎校地に移転したため京都帝大に移管され、西部講堂などが建設された。
西部講堂前にはサークル棟がある。1988年に11月祭事務局などが入っていたサークル棟が全焼しており、残る木造3棟も老朽化のため建て直しの計画が大学当局より提示されていたが、新しい建物の管理方法などを巡って学生側と大学の意見が合わず、懸案となっていた。しかし2000年代に入り両者の交渉が進展した結果、2008年から2009年にかけて構内に鉄筋コンクリート3階建ての新棟が完成、全サークルが移転した。また京都大学生活協同組合の施設（西部会館）が所在するなど福利厚生施設の拠点でもあり、西部食堂に加えて1994年には書籍部が本部構内（時計台地下）から移転してきたため、両者を併せて「ルネ」の愛称で知られている。
入学式、卒業式、学位授与式といった式典は総合体育館で行われていたが、2009年度入学式はみやこメッセで行われた。

## 医学部構内
- 使用学部：医学部（医学科）

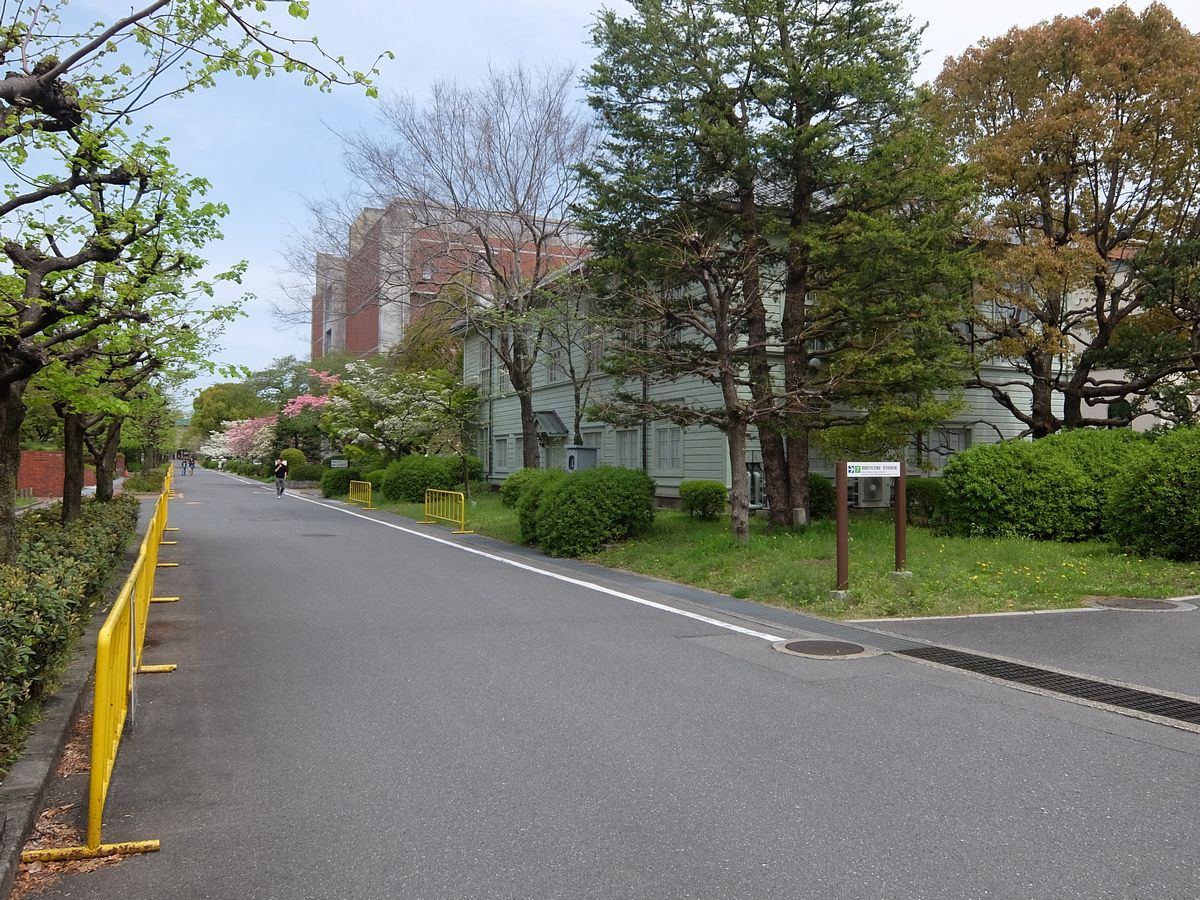
医学部構内

- 使用研究科：医学研究科、生命科学研究科（一部）
- 使用附属施設：放射線生物研究センター、放射性同位元素総合センター、女性研究者支援センター
- 交通アクセス：京阪鴨東線神宮丸太町駅から徒歩10分、出町柳駅から徒歩15分、または京都市営バス近衛通、京大正門前下車。京都市営バスは京都駅、京都河原町駅、今出川駅など京都市内各地から。
- 所在地：左京区吉田橘町

「南部構内（キャンパス）」とも呼ばれる。全域が医学系の施設で占められている。1899年、新設の京都帝大医科大学（現在の医学部）の校地として取得された。

## 薬学部構内
- 使用学部：薬学部、医学部（人間健康科学科）
- 使用研究科：薬学研究科、アジア・アフリカ地域研究研究科
- 使用附属施設：ウイルス・再生医科学研究所、東南アジア地域研究研究所、附属病院（病院西構内）
- 交通アクセス：京阪鴨東線神宮丸太町駅から徒歩5分、または京都市営バス川端丸太町、荒神橋、近衛通下車。京都市営バスは京都駅、京都河原町駅、今出川駅など京都市内各地から。
- 所在地：左京区吉田下阿達町・聖護院川原町

この地区は、吉田キャンパスでは現在のところ最後（第二次世界大戦後）に拡張された。幕末期には会津藩下屋敷が置かれ、明治期以降は1889年創立の京都織物会社の敷地となっていた（煉瓦造りの旧・京都織物会社本館は現在は東南アジア地域研究研究所の図書室の棟として使用されている）。戦後新設された薬学部をはじめとして比較的新しい部局が使用している。また一部のスポーツ系・音楽系サークルの活動拠点が置かれている。また、2007年まで併設の医療技術短期大学部（医短）の校舎が立地していたが、その年を限りに廃止された後には、医短を改組して新設された医学部保健学科の校舎として引き継がれ、人間健康科学科への改称を経て現在に至っている。

## 病院構内
- 使用学部：なし
- 使用研究科：なし
- 使用附属施設：附属病院（病院東構内）
- 交通アクセス：京阪鴨東線神宮丸太町駅から徒歩10分、または京都市営バス熊野神社前、近衛通下車。京都市営バスは京都駅、京都河原町駅、今出川駅など京都市内各地から。
- 所在地：左京区吉田下阿達町・聖護院川原町

1899年、京都帝大医科大学附属医院（現・附属病院）の敷地として取得された。通常は学生の姿を見かけることはない。東大路沿いに放送大学のパラボラアンテナがある。

## 遺跡
吉田キャンパスは、先史時代より大規模な集落が形成されていた北白川に隣接していることもあって、縄文時代から近世に至る時代の多くの遺跡が発見されている。以下に主なものを挙げる。
- 北白川追分町遺跡（縄文時代）：北部構内
- 弥生時代の水田跡：吉田南構内など
- 梵鐘鋳造坑（平安時代）：吉田南構内
- 火葬塚（平安時代）：北部構内
- 白川道の跡（中世〜近世）：本部構内など
- 土佐藩邸跡（幕末）：北部構内

## 文化財

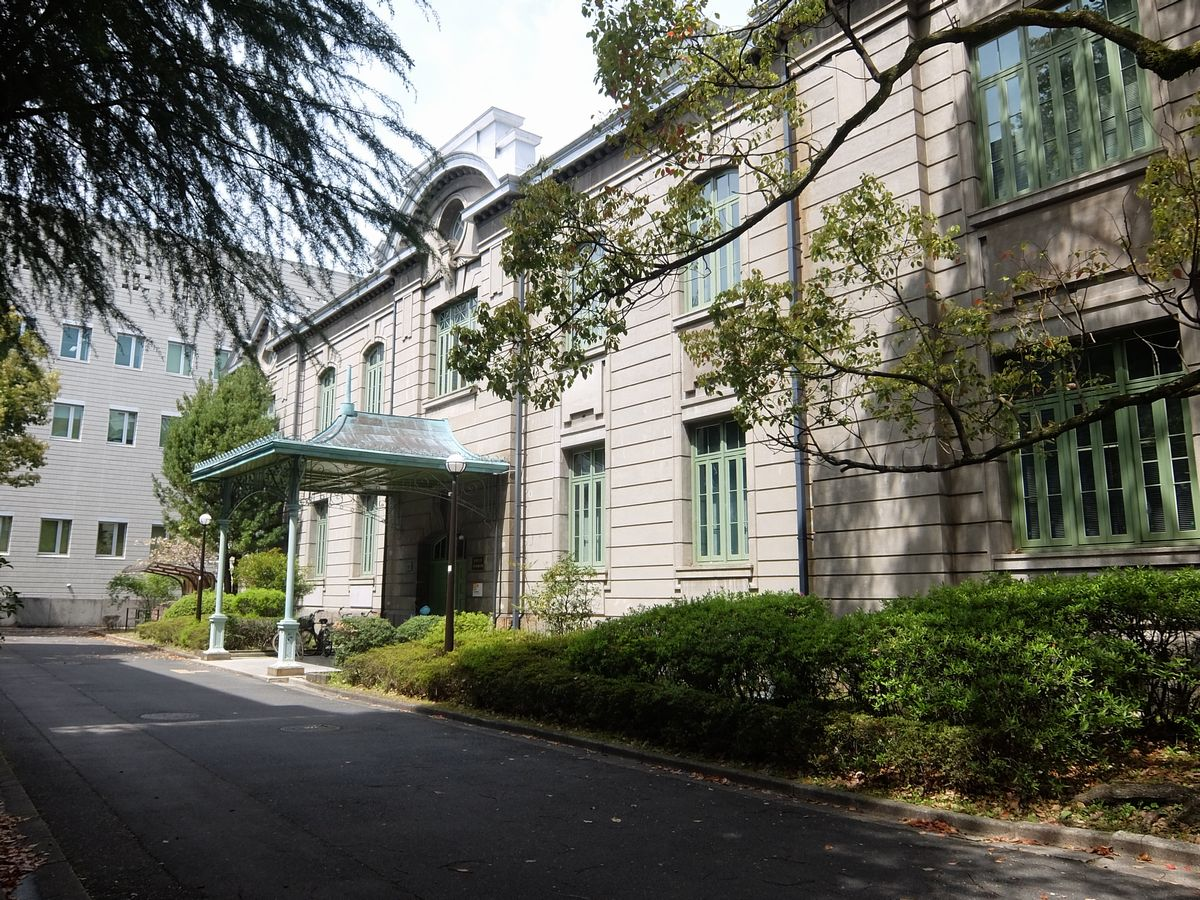
文学部陳列館

キャンパス内には明治から昭和初期にかけての建物も多く残されており、各時代の建築の特徴を伝える貴重な資料となっている。以下の建物は国の登録有形文化財として登録されている。
- 本部構内正門（旧第三高等中学校正門）：1893年（明治26年）建築。本部構内
- 総合人間学部正門（旧第三高等学校正門）：1897年（明治30年）建設。吉田南構内
- 尊攘堂：1903年（明治36年）建築。本部構内
- 文学部陳列館：1914年（大正3年）建築。本部構内
- 農学部表門および門衛所：1924年（大正13年）建築。北部構内
- 楽友会館：1925年（大正14年）建築。創立25年記念の同窓会舘。吉田南構内
- 人文科学研究所人文情報学研究センター（旧外務省東方文化学院京都研究所）：1930年（昭和5年）建築。北部構内
- 農学部附属演習林旧本部事務室：1931年（昭和6年）建築。北部構内

また、以下の建物は文化財登録はされていないが、歴史的・建築学的価値が指摘されている。
- 吉田寮食堂（旧第三高等中学校寄宿舎食堂）：1889年（明治22年）7月建築、1913年（大正2年）移築。吉田南構内。
- 国際交流センター（旧第三高等中学校物理学実験場）：1889年（明治22年）11月建築。本部構内。
- 保健管理センター・学生部（旧石油化学教室本館）：1898年（明治31年）建築、2階部分は1922年（大正11年）増築。本部構内
- 医学部解剖学教室本館：1901年（明治34年）建築。医学部構内
- 吉田寮現棟：1913年（大正2年）建築。1889年建築の旧第三高等中学校寄宿舎を解体・再構成したもの。吉田南構内
- 京都大学百周年時計台記念館：1925年（大正14年）建築。2003年改修。本部構内

近年、京都大学では文化財登録のない歴史的建築が失われる傾向がある。2013年に吉田南構内（吉田寮現棟の西側）に立地していた学生集会所が取り壊された。

## 周辺環境
今出川通、東大路通沿いを中心に、古書店、食堂、喫茶店など学生街の風景が見られる。周囲には西田幾多郎ゆかりの哲学の道、「逍遥の歌」の歌碑の立つ吉田山など、教員・学生に因んだ事物も多い。京都大学の異称として小説などで用いられる「百万遍」という呼称は、キャンパスに隣接する知恩寺（大本山百萬遍知恩寺）に由来する。

## 課題

### 過密問題
吉田キャンパス、特に本部・吉田南構内は狭い敷地に多くの建物が密集して建っており、建物の間の通路幅が狭いほか、駐車スペースもほとんどない。このため自動車の構内乗り入れ・駐車は厳しく規制されている。バイクの構内走行にも規制がある。また多くの学生が自転車で通学するが、駐輪場も慢性的に不足しており、本来の駐輪場以外の場所に置かれた自転車が交通の障害になる事例もある。自転車と歩行者の接触事故も後を絶たない。

### 防災
キャンパスのすぐ東を花折断層が通っている。この断層による地震が発生すると甚大な被害が予想されるため、建物の耐震補強工事が急速に進められている。